# U23-Europacup 1994
Der zweite U23-Europacup (European under 23 Cup) für unter 23-Jährige wurde  vom Europäischen Leichtathletikverband (EAA) organisiert und fand vom 30. bis 31. Juli 1994 statt. Die Wettbewerbe wurden nach Leistungsvermögen getrennt an verschiedenen Orten ausgetragen: Gruppe A in Ostrava (Tschechien) und Gruppe B in Lillehammer (Norwegen). 
Ab 1997 wurden die Wettkämpfe als Leichtathletik-U23-Europameisterschaften weitergeführt.

## Goldmedaillen 1994 Ostrava  Gruppe A Frauen
| Goldmedaillen (Endstand nach 16 Entscheidungen) | Goldmedaillen (Endstand nach 16 Entscheidungen) | Goldmedaillen (Endstand nach 16 Entscheidungen) | Goldmedaillen (Endstand nach 16 Entscheidungen) |
| Platz                                           | Land                                            | Gold                                            |                                                 |
| ----------------------------------------------- | ----------------------------------------------- | ----------------------------------------------- | ----------------------------------------------- |
| 1                                               | Russland                                        | 8                                               |                                                 |
| 2                                               | Rumänien                                        | 4                                               |                                                 |
| 3                                               | Deutschland                                     | 3                                               |                                                 |
| 4                                               | Tschechien                                      | 1                                               |                                                 |
| Gesamt                                          | Gesamt                                          | 16                                              |                                                 |

## Nationenwertung 1994 Ostrava Gruppe A Frauen
| Nationenwertung (Endstand nach 16 Entscheidungen) | Nationenwertung (Endstand nach 16 Entscheidungen) | Nationenwertung (Endstand nach 16 Entscheidungen) | Nationenwertung (Endstand nach 16 Entscheidungen) |
| ------------------------------------------------- | ------------------------------------------------- | ------------------------------------------------- | ------------------------------------------------- |
| Platz                                             | Land                                              | Punkte                                            |                                                   |
| 1                                                 | Russland                                          | 108                                               |                                                   |
| 2                                                 | Deutschland                                       | 91                                                |                                                   |
| 3                                                 | Rumänien                                          | 82                                                |                                                   |
| 4                                                 | Tschechien                                        | 65                                                |                                                   |
| 5                                                 | Vereinigtes Königreich                            | 62                                                |                                                   |
| 6                                                 | Italien                                           | 61                                                |                                                   |
| 7                                                 | Finnland                                          | 58                                                |                                                   |
| 8                                                 | Bulgarien                                         | 47                                                |                                                   |

## Erstplatzierte 1994 Ostrava  Gruppe A Frauen
| 1994 | Lillehammer             | Gruppe A             | Frauen      |
| 1994 | Disziplin               | 1. Siegerin          | Land        |
| 1994 | 100 Meter               | Natalja Anissimowa   | Russland    |
| 1994 | 200 Meter               | Yekaterina Leshchova | Russland    |
| 1994 | 400 Meter               | Anja Rücker          | Deutschland |
| 1994 | 800 Meter               | Tatyana Grigoryeva   | Russland    |
| 1994 | 1500 Meter              | Yekaterina Dedkova   | Russland    |
| 1994 | 3000 Meter              | Gabriela Szabo       | Rumänien    |
| 1994 | 100 Meter Hürden        | Erica Niculae        | Rumänien    |
| 1994 | 400 Meter Hürden        | Ionela Tîrlea        | Rumänien    |
| 1994 | Hochsprung              | Zuzana Kováciková    | Tschechien  |
| 1994 | Weitsprung              | Lyudmila Galkina     | Russland    |
| 1994 | Dreisprung              | Elena Dumitrascu     | Rumänien    |
| 1994 | Kugelstoßen             | Irina Korzhanenko    | Rumänien    |
| 1994 | Diskuswurf              | Natalya Sadova       | Russland    |
| 1994 | Speerwurf               | Dörthe Barby         | Deutschland |
| 1994 | 4-mal-400-Meter-Staffel | Russland             | Russland    |
| 1994 | 4-mal-400-Meter-Staffel | BR Deutschland       | Deutschland |

## Goldmedaillen 1994 Ostrava Gruppe A Männer
| Goldmedaillen (Endstand nach 16 Entscheidungen) | Goldmedaillen (Endstand nach 16 Entscheidungen) | Goldmedaillen (Endstand nach 16 Entscheidungen) | Goldmedaillen (Endstand nach 16 Entscheidungen) |
| Platz                                           | Land                                            | Gold                                            |                                                 |
| ----------------------------------------------- | ----------------------------------------------- | ----------------------------------------------- | ----------------------------------------------- |
| 1                                               | Frankreich                                      | 3                                               |                                                 |
| 1                                               | Italien                                         | 3                                               |                                                 |
| 3                                               | Deutschland                                     | 2                                               |                                                 |
| 3                                               | Griechenland                                    | 2                                               |                                                 |
| 3                                               | Russland                                        | 2                                               |                                                 |
| 3                                               | Vereinigtes Königreich                          | 2                                               |                                                 |
| 7                                               | Spanien                                         | 1                                               |                                                 |
| 7                                               | Tschechien                                      | 1                                               |                                                 |
| 8                                               | Gesamt                                          | 16                                              |                                                 |

## Nationenwertung 1994 Ostrava Gruppe A Männer
| Nationenwertung (Endstand nach 16 Entscheidungen) | Nationenwertung (Endstand nach 16 Entscheidungen) | Nationenwertung (Endstand nach 16 Entscheidungen) | Nationenwertung (Endstand nach 16 Entscheidungen) |
| ------------------------------------------------- | ------------------------------------------------- | ------------------------------------------------- | ------------------------------------------------- |
| Platz                                             | Land                                              | Punkte                                            |                                                   |
| 1                                                 | Deutschland                                       | 104                                               |                                                   |
| 2                                                 | Italien                                           | 100                                               |                                                   |
| 3                                                 | Russland                                          | 100                                               |                                                   |
| 4                                                 | Frankreich                                        | 91                                                |                                                   |
| 5                                                 | Vereinigtes Königreich                            | 85                                                |                                                   |
| 6                                                 | Griechenland                                      | 75                                                |                                                   |
| 7                                                 | Spanien                                           | 67                                                |                                                   |
| 8                                                 | Tschechien                                        | 55                                                |                                                   |

## Erstplatzierte 1994 Ostrava Gruppe A Männer
| 1994 | Ostrava                 | Gruppe A              | Männer                 |
| 1994 | Disziplin               | 1. Sieger             | Land                   |
| 1994 | 100 Meter               | Toby Box              | Vereinigtes Königreich |
| 1994 | 200 Meter               | Evgenios Papadopoulos | Griechenland           |
| 1994 | 400 Meter               | Andrey Boykov         | Russland               |
| 1994 | 800 Meter               | Jimmy Jean-Joseph     | Frankreich             |
| 1994 | 1500 Meter              | Salvatore Vincenti    | Italien                |
| 1994 | 5000 Meter              | Maurizio Leone        | Italien                |
| 1994 | 3000 Meter Hindernis    | Stéphane Desaulty     | Frankreich             |
| 1994 | 110 Meter Hürden        | Falk Balzer           | Deutschland            |
| 1994 | 400 Meter Hürden        | Ashraf Saber          | Italien                |
| 1994 | Hochsprung              | Dimitrios Kokotis     | Griechenland           |
| 1994 | Stabhochsprung          | Gérald Baudouin       | Frankreich             |
| 1994 | Weitsprung              | Roman Orlík           | Tschechien             |
| 1994 | Dreisprung              | Tosi Fasinro          | Vereinigtes Königreich |
| 1994 | Kugelstoßen             | Manuel Martínez       | Spanien                |
| 1994 | Diskuswurf              | Nikolay Orekhov       | Russland               |
| 1994 | 4-mal-400-Meter-Staffel | BR Deutschland        | Deutschland            |

## Nationenwertung 1994 Lillehammer Gruppe B Frauen
| Nationenwertung (Endstand nach 16 Entscheidungen) | Nationenwertung (Endstand nach 16 Entscheidungen) | Nationenwertung (Endstand nach 16 Entscheidungen) | Nationenwertung (Endstand nach 16 Entscheidungen) |
| ------------------------------------------------- | ------------------------------------------------- | ------------------------------------------------- | ------------------------------------------------- |
| Platz                                             | Land                                              | Punkte                                            |                                                   |
| 1                                                 | Ukraine                                           | 105                                               |                                                   |
| 2                                                 | Frankreich                                        | 103                                               |                                                   |
| 3                                                 | Polen                                             | 83                                                |                                                   |
| 4                                                 | Ungarn                                            | 68                                                |                                                   |
| 5                                                 | Griechenland                                      | 63                                                |                                                   |
| 6                                                 | Spanien                                           | 61                                                |                                                   |
| 7                                                 | Norwegen                                          | 48                                                |                                                   |
| 8                                                 | Niederlande                                       | 45                                                |                                                   |

## Nationenwertung 1994 Lillehammer Gruppe B Männer
| Nationenwertung (Endstand nach 16 Entscheidungen) | Nationenwertung (Endstand nach 16 Entscheidungen) | Nationenwertung (Endstand nach 16 Entscheidungen) | Nationenwertung (Endstand nach 16 Entscheidungen) |
| ------------------------------------------------- | ------------------------------------------------- | ------------------------------------------------- | ------------------------------------------------- |
| Platz                                             | Land                                              | Punkte                                            |                                                   |
| 1                                                 | Polen                                             | 100,5                                             |                                                   |
| 2                                                 | Ukraine                                           | 91                                                |                                                   |
| 3                                                 | Finnland                                          | 86,5                                              |                                                   |
| 4                                                 | Norwegen                                          | 83                                                |                                                   |
| 5                                                 | Ungarn                                            | 80                                                |                                                   |
| 6                                                 | Zypern                                            | 44                                                |                                                   |
| 7                                                 | Österreich                                        | 40                                                |                                                   |
| 8                                                 | Bulgarien                                         | dns                                               |                                                   |